# Nicole Miller
Nicole Miller (Fort Worth, 1952) è una stilista statunitense, che vive e lavora negli Stati Uniti d'America.

## Biografia
Nata in Texas ma cresciuta nel Massachusetts, Nicole Miller frequenta la Rhode Island School of Design dove ottiene un BFA in Apparel Design. Studia per un anno presso la École de la chambre syndicale de la couture parisienne dove impara a lavorare i tessuti e studia le tecniche classiche della sartoria. Miller descrive questo periodo della sua vita come "intenso", ma spiega che le diede la formazione nella manipolazione del tessuto, che divenne un segno distintivo dei suoi lavori.
Il primo negozio di Nicole Miller è stato aperto nel 1986 sulla Madison Avenue. In seguito il marchio è cresciuto in venti boutique distribuite fra le principali città degli Stati Uniti
ed è venduto in numerosi punti di grande distribuzione. Nicole Miller inoltre progetta una ampia collezione per J.C. Penney ed una collezione di complementi di arredo per Bed, Bath and Beyond.
Sul proprio stile, la stilista ha detto: "Sono sempre stata nei quartieri bassi ed in quelli alti. Ho molti amici artisti e sono sempre stata un po' una rinnegata." La sua estetica del design moderno è conosciuta per i colori brillanti e le fantasie.